# Андронове
Андронове (біл. Андронава) — село в Білорусі, у Кобринському районі Берестейської області. Орган місцевого самоврядування — Батчинська сільська рада.

## Географія
Розташоване за 12 км на північний захід від Кобриня.

## Історія
Вперше згадується 1465 року як власність кобриньської княгині Уляни. У 1917—1919 роках у селі працювала українська початкова школа, у якій навчалося 24 учні, вчителем був М. Мазовець.

## Населення
За переписом населення Білорусі 2009 року чисельність населення села становила 494 особи.